# 過渡狀態科技公司
過渡狀態科技公司（日语：TSテクノロジー）是日本山口縣一間量子化學公司，由山口大學工學院和行政法人科技振興機構聯合於2009年6月創立，屬於半官方色彩企業。
該公司以山口大學的堀憲次教授為核心人物，實踐他的高性能電腦演算化學合成概念，期望用於製藥產業。

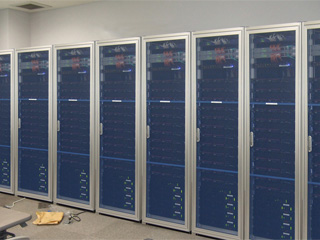
該公司電腦室中用於量子化學的電腦

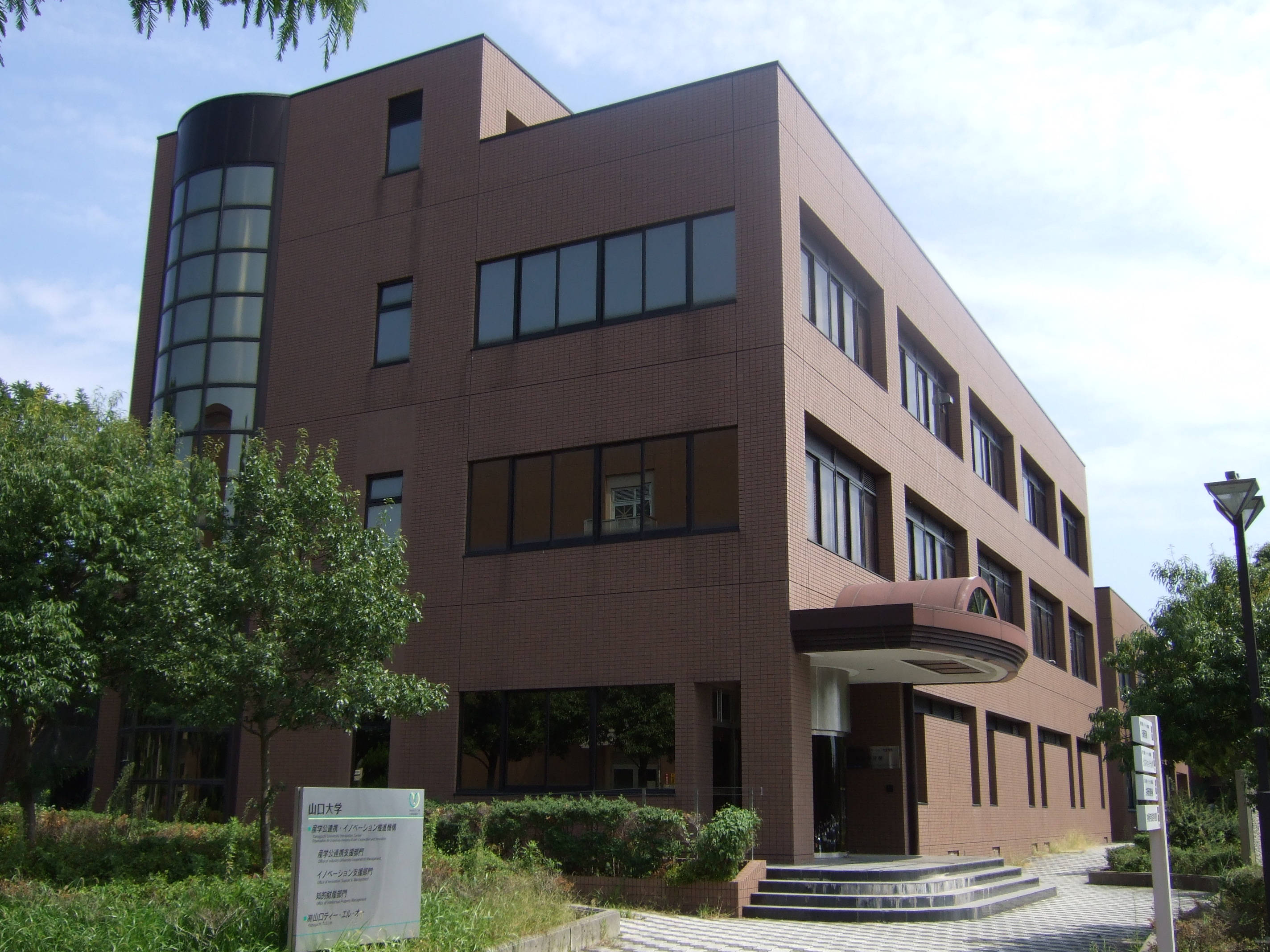
该公司外景